# Crise de succession de Bigorre

Armoiries de la Bigorre

La crise de succession de la Bigorre est un conflit de la fin du XIIIe siècle entre plusieurs prétendants. Il débute en 1255 avec la mort de la comtesse Pétronille de Bigorre et se termine en 1302 avec l’annexion de la Bigorre par Philippe le Bel, roi de France.

## La Bigorre
La Bigorre est un comté pyrénéen situé à l’emplacement actuel du département des Hautes-Pyrénées. Il possède en outre la vallée d’Aran, qui permet la traversée de la chaîne montagneuse. Pour cette raison, le Bigorre occupe une position stratégique certaine, tant du point de vue militaire que du point de vue économique.
Il avait déjà été disputé par le passé : le comte Bernard IV de Comminges avait épousé en 1180 la comtesse Béatrix III de Bigorre pour se l’approprier, puis avait renvoyé son épouse en 1194 tout en gardant le comté. Alphonse II, roi d’Aragon avait alors contraint le comte de Comminges à abdiquer en faveur de sa fille Pétronille et l’avait mariée à un de ses vassaux, le vicomte Gaston VI de Béarn.
Au cours de la croisade des Albigeois, Pétronille, veuve de Gaston VI, s’était remarié à Nuno Sanchez d’Aragon, mais Simon IV de Montfort le chef des croisés, avait obtenu l’annulation du mariage et avait donné Pétronille en mariage avec son second fils Guy de Montfort. À la mort de Guy, Amaury VI de Montfort, le fils aîné de Simon de Montfort, avait remarié Pétronille à Aymeri de Rançon, puis à Boson de Matha, en précisant dans les contrats de mariage que la Bigorre reviendrait à Alix de Montfort et que le pays de Marsan reviendrait aux enfants des autres mariages. Dans son testament, Pétronille confirme ces dispositions.

### Une situation féodale ambiguë
La situation féodale du comté de Bigorre n'est pas claire : initialement, fief du duché de Gascogne, sa suzeraineté est ensuite passée au duché d'Aquitaine, puis au royaume d'Angleterre. Mais en 1062, le comte Bernard II de Bigorre, à l'occasion d'un pèlerinage au Puy-en-Velay, avait placé la Bigorre sous la protection de Notre-Dame du Puy, acte qui avait ensuite été considéré comme une reconnaissance de vassalité. En 1194, le roi Alphonse II d'Aragon, en obligeant Bernard IV à abdiquer et en mariant l'héritière à Gaston VI de Béarn, s'était comporté en suzerain et en avait reçu l'hommage, alors qu'il n'était réellement suzerain que du val d'Aran.

## Les conflits

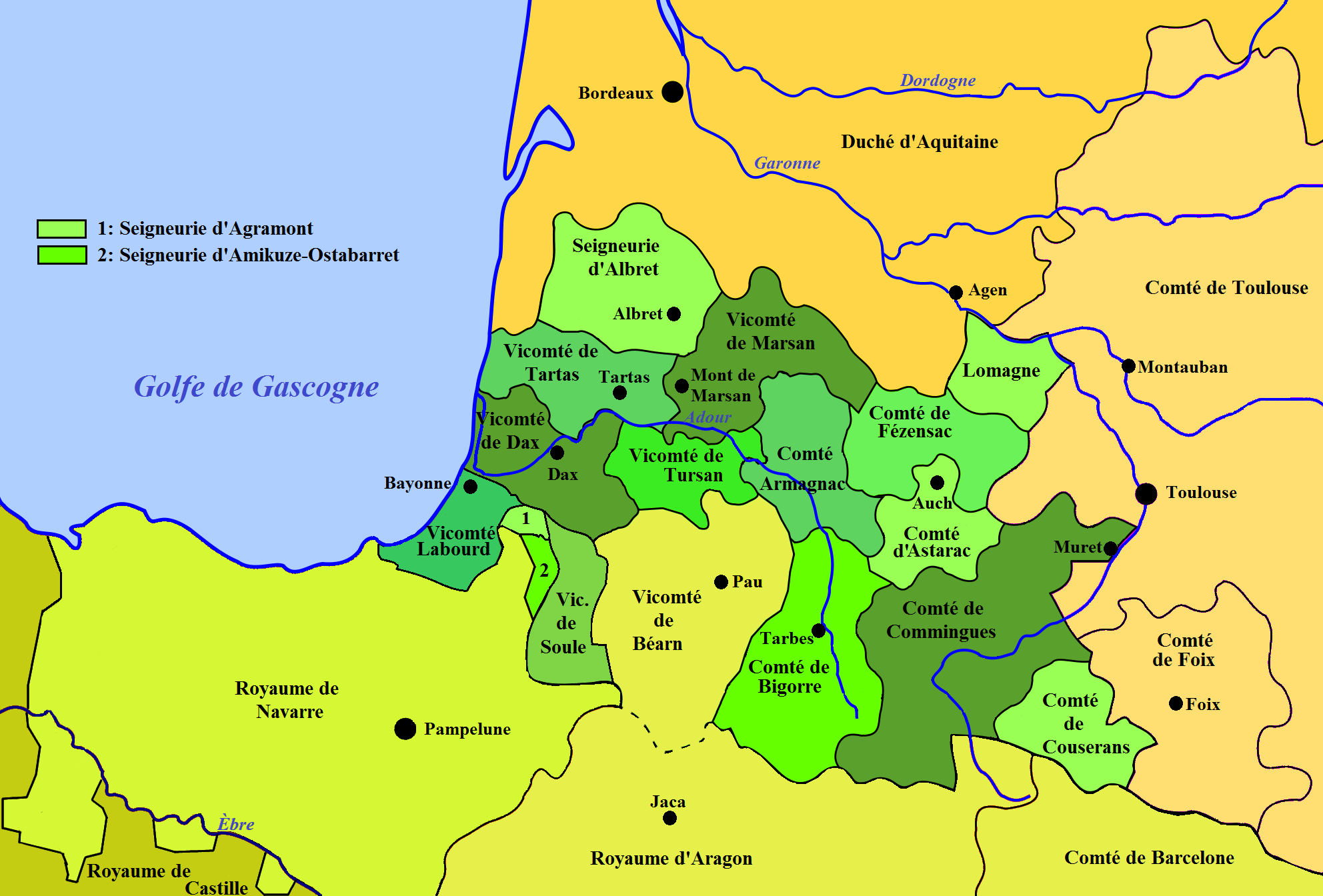
Situation du comté de Bigorre dans le duché de Vasconie.

### Les ambitions de Simon V de Montfort (1247-1253)

Simon V de Montfort

En 1247, à la mort de Boson de Matha, la comtesse Pétronille de Bigorre, sa veuve, souhaite se retirer et confie le gouvernement du comté de Bigorre à son beau-frère, Simon V de Montfort, comte de Leicester, gouverneur de la Guyenne et troisième fils de Simon IV de Montfort. Mais Simon interprète cet acte comme une donation et se proclame comte de Bigorre dans les actes. Pétronille ne peut pas faire grand-chose pour s’y opposer et se retire dans le monastère de l’Escaladieu, mais sa fille Alix de Montfort, n’accepte pas de se laisser déposséder et entreprend de combattre Simon avec l’aide de sa demi-sœur, Mathe de Matha et du mari de cette dernière, le vicomte Gaston VII de Béarn. Pour éviter que la Gascogne ne sombre entièrement dans la révolte, le roi Henri III rappelle Simon de Montfort et nomme Jean de Grailly comme gouverneur de la Guyenne.

### La rivalité avec le Béarn et le Comminges (1258-1261)
Alix meurt peu après et son fils Eschivat IV de Chabanais lui succède. Il commet cependant l’imprudence de garder des domaines que sa tante Mathe possède en Bigorre et s’attire les foudres de Gaston VII qui envahit le comté. Un arbitrage du prince Édouard d’Angleterre, met provisoirement fin au conflit, mais Eschivat s’empare du Couserans aux dépens du comte de Comminges qui l’attaque. D’autres litiges l’opposent à nouveau avec le vicomte de Béarn, et la guerre reprend dans la partie sud de Gascogne. 
Pour ramener la paix dans cette région, Simon de Montfort, revenu d’Angleterre, demande à Eschivat de lui confier le comté, et ce dernier accepte imprudemment. La paix rétablie, Simon refuse de rendre le comté. Cependant, en 1259, Simon est disgracié et se révolte contre le roi d’Angleterre. Eschivat, aidé de Gaston VII, en profite alors pour reprendre la Bigorre.

### Le roi de Navarre (1265-1270)

Thibaut II de Navarre

Après six ans de combats, la révolte de Simon de Montfort est écrasée en 1265 à la Bataille d'Evesham. Simon est tué et le roi d’Angleterre confisque tous ses biens, y compris ses prétentions sur la Bigorre. Mais Simon VI, fils de Simon V, a survécu à la bataille et décide de partir en Italie pour obtenir un fief. Pour financer une armée, il vend tous ses droits sur la Bigorre à Thibaut II, roi de Navarre et comte de Champagne.
Thibaut, voyant que le principal soutien d’Eschivat est son oncle Gaston VII, tente de dissoudre l’alliance entre la Bigorre et le Béarn en négociant le mariage entre son frère Henri le gros et Constance de Moncade, fille de Gaston VII et de Mathe. Mais le roi d’Angleterre, inquiet d’une alliance pyrénéenne, s’oppose à ce mariage. Thibaut cherches ensuite à créer des troubles en Bigorre, et une guerre civile ravage le comté (1266), mais se termine à l'avantage d’Eschivat. Thibault se lance alors dans un procès (qui durera près d'un demi-siècle) pour savoir qui est le suzerain légitime de la Bigorre mais il meurt lors de la croisade de 1270. Son frère et successeur Henri Ier de Navarre meurt bientôt à son tour (1274), laissant comme héritère une enfant, Jeanne Ire de Navarre.

### Les revendications du Béarn (1283-1292)

Constance de Moncade

Eschivat IV meurt en 1283 sans enfant. Le comté revient à sa sœur Laure, mais le vicomte Gaston VII de Bigorre conteste le testament de Pétronille et la légitimité d’Alix de Montfort et revendique la Bigorre au nom de sa fille Constance de Moncade. 
Gaston occupe la Bigorre, et Laure demande justice au roi  Edouard Ier d’Angleterre, qui, s’appuyant sur les droits qu’il possède sur la Bigorre, fait occuper le comté par Jean de Grailly en 1284. Laure demande alors justice au roi de France. Le jugement est rendu par le Parlement de Paris qui, s’appuyant sur l’acte de 1062 de Bernard II de Bigorre, considère que le suzerain de la Bigorre est le comte-évêque du Velay, qui a cédé ses prérogatives séculières au roi de France. Ce dernier saisit la Bigorre en 1292 et l’attribue en 1302 à la reine Jeanne Ire de Navarre, également mariée au roi de France  Philippe IV le Bel. En 1322, le roi Charles IV le Bel opère le rattachement de la Bigorre au domaine royal.

## La poursuite des prétentions

Bernard VII d’Armagnac

Jean Ier de Foix

Cette annexion ne met pas fin aux prétentions des différents prétendants. À la mort de Constance (1310), la Bigorre est revendiquée par ses deux sœurs, Marguerite, mariée à Roger-Bernard III de Foix et à Mathe, mariée à Géraud VI d’Armagnac.
En 1360, le traité de Brétigny est signé et ordonne la cession de nombreux territoires dont la Bigorre au roi d’Angleterre. Charles V, roi de France, le leur reprend en 1370.
Pendant la guerre des Armagnacs et des Bourguignons, le comte Bernard VII d’Armagnac tente de profiter d’une période où il est au pouvoir (vers 1415) pour se faire attribuer la Bigorre, mais la tentative n’aboutit pas. En 1421, Jean Ier, comte de Foix et vicomte de Béarn, obtient le comté en échange de son ralliement au dauphin Charles, mais la cession n’est effective qu’en 1425. Le Béarn, Foix et la Bigorre passent par héritage à la maison d’Albret, puis à Henri III de Navarre, qui devient roi de France en 1589 (sous le nom d’Henri IV) et rattache la Bigorre au domaine royal en 1607.